# Johnny Chan
Johnny Chan, chiń. 陳強尼 (ur. w 1957 roku w Guangzhou w Chinach) jest profesjonalnym pokerzystą, mieszkającym obecnie w Las Vegas. 
Dwukrotnie w swojej karierze (1987 i 1988) wygrał turniej główny World Series of Poker. Ogółem posiada 10 bransolet turniejów WSOP. We wszystkich turniejach WSOP zarobił 3,842,756 dolarów. W 2002 roku został wprowadzony do Poker Hall Of Fame.
Zagrał epizod w filmie Hazardziści, grając samego siebie.